# Goparaju Ramachandra Rao

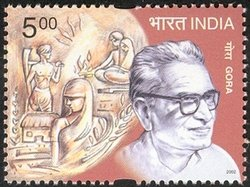
Goparaju Ramachandra Rao

Goparaju Ramachandra Rao (conocido coloquialmente como Gora) (15 de noviembre de 1902-1975) fue un líder ateo indio.

## Esbozo biográfico
Nacido en una familia Brahmin de idioma Telugu en la India. Creció -según escribe en su autobiografía ("We become atheists")- convencionalmente ortodoxo y supersticioso. Realizó un grado en Botánica y más tarde un Master en el Presidency College de Madras. Se casó con su mujer Saraswathi en 1922 cuando ella tenía 10 años de edad.

## Vida y obra
Gora dedicó su vida a propagar el ateísmo: En 1940, él y su mujer, Saraswathi Gora fundaron el Atheist Centre, en una pequeña localidad del Distrito de Krishna. En el momento de la independencia de la India en 1947, se mudaron a Vijayawada.
Durante los años 40, trabajó en el Movimiento de Independencia Indio y, tras el asesinato de Gandhi mantuvo sus enlaces con los líderes del movimiento gandhiano, especialmente con Vinoba Bhave.
Gora escribió libros como Atheism Questions and Answers, An Atheist Around the World, An Atheist with Gandhi, The Need of Atheism o Positive Atheism. Desde 1949 además, escribía una columna sobre ateísmo y en 1969 comenzó a publicar la revista mensual The Atheist.
La campaña atea de Gora buscaba la abolición del sistema de castas y los intocables y la idea del karma o destino marcado por la divinidad.
El Atheist Centre, que continuó bajo la dirección de Saraswathi, provee ayuda y promueve los matrimonios entre personas de diferentes castas o sin casta, trabaja por la abolición del matrimonio con niños, ayuda a prostitutas, madres solteras y mujeres vulnerables, desmonta milagros y lucha contra las supersticiones (llevando a cabo demostraciones como andar sobre el fuego), educa contra creencia en la brujería y los hechiceros y promueve la educación sexual y la planificación familiar entre otras reformas.

## Sello
En 2002, el departamento postal del Gobierno de la India, creó un sello de 5 rupias conmemorando el centenario del nacimiento de Gora.